# Дафиначело (Вибо Валенција)
Дафиначело је насеље у Италији у округу Вибо Валенција, региону Калабрија.
Према процени из 2011. у насељу је живело 204 становника. Насеље се налази на надморској висини од 304 м.